# Austroaleurodicus
Austroaleurodicus is een geslacht van halfvleugeligen (Hemiptera) uit de familie witte vliegen (Aleyrodidae), onderfamilie Aleurodicinae.
De wetenschappelijke naam van dit geslacht is voor het eerst geldig gepubliceerd door Tapia in 1970. De typesoort is Austroaleurodicus lomatiae.

## Soorten
Austroaleurodicus omvat de volgende soorten:
- Austroaleurodicus lomatiae Tapia, 1970
- Austroaleurodicus pigeanus (Baker & Moles, 1921)